# 070 (prefisso)
070 è il prefisso telefonico del distretto di Cagliari, appartenente al compartimento omonimo.
Il distretto comprende gran parte della città metropolitana di Cagliari e della provincia del Medio Campidano. Confina con i distretti di Oristano (0783) e di Lanusei (0782) a nord e di Iglesias (0781) a sud-ovest.

## Aree locali e comuni
Il distretto di Cagliari comprende 83 comuni inclusi nelle 4 aree locali di Cagliari, Decimomannu (ex settori di Decimomannu e Pula), Sanluri (ex settori di Guspini e Sanluri) e Senorbì (ex settori di Muravera, San Nicolò Gerrei e Senorbì). I comuni compresi nel distretto sono:
- Città metropolitana di Cagliari, 57 comuni su 72:

Armungia, Assemini, Ballao, Barrali, Burcei, Cagliari, Capoterra, Castiadas, Decimomannu, Decimoputzu, Dolianova, Domus de Maria, Donori, Elmas, Escalaplano, Gesico, Goni, Guamaggiore, Guasila, Mandas, Maracalagonis, Monastir, Monserrato, Muravera, Nuraminis, Ortacesus, Pimentel, Pula, Quartu Sant'Elena, Quartucciu, Samatzai, San Basilio, San Nicolò Gerrei, San Sperate, San Vito, Sant'Andrea Frius, Sarroch, Selargius, Selegas, Senorbì, Serdiana, Sestu, Settimo San Pietro, Silius, Sinnai, Siurgus Donigala, Soleminis, Suelli, Teulada, Ussana, Uta, Villa San Pietro, Villaputzu, Villasalto, Villasimius, Villasor e Villaspeciosa. 
Fanno eccezione 15 comuni: Escolca, Esterzili, Genoni, Gergei, Isili, Nuragus, Nurallao, Nurri, Orroli, Sadali, Serri, Seui e Villanova Tulo (0782); Siliqua e Vallermosa (0781). 
- Provincia del Medio Campidano, 27 comuni su 28:

Arbus, Barumini, Collinas, Furtei, Genuri, Gesturi, Gonnosfanadiga, Guspini, Las Plassas, Lunamatrona, Pabillonis, Pauli Arbarei, Samassi, San Gavino Monreale, Sanluri, Sardara, Segariu, Serramanna, Serrenti, Setzu, Siddi, Tuili, Villacidro, Villamar, Villanovaforru e Villanovafranca.
Fa eccezione un comune: Turri (0783).